# 임창호
임창호(林昌浩, 1952년 10월 30일~)은 대한민국의 정치인이다. 제40·41대(민선 5·6기) 경상남도 함양군수이다.

## 학력
- 서울사이버대학교 행정학과 학사
- 경상대학교 행정학 박사

## 경력
- 지리산 천왕축제 집행위원장
- 함양군 게이트볼연합회 회장
- 제17대 함양청년회의소 회장
- 학교운영위원회 함양군협의회 회장
- 2002.07.01~2006.06.30 제7대 경상남도의회 의원
- 2006.07.01~2007.04 25 제8대 경상남도의회 의원
- 제8회 경상남도의회 경제환경문화위원장
- 함양군자연보호협의회 회장
- 2013.04.25[1]~2018.06.15[2] 제40·41대(민선 5·6기) 경상남도 함양군수(재선, 자유한국당)

## 논란
함양군의회 국내·외 의정연수와 관련해 6회에 걸쳐 총 1100만 원의 여행경비를 제공한 혐의를 받고 있다. 전 군의회 의장은 200만 원, 현 의장은 2회에 걸쳐 모두 500만원, 전 부의장은 2회에 걸쳐 모두 500만 원을 제공한 혐의를 받고 있다. 경찰에서 임창호는 "여행경비를 보태준다는 것은 어느 정도 알고 있었으나 나는 시킨 적이 없고 실·과장이 알아서 챙겨준 것"이라며 혐의를 부인하였다. 2017년 12월 7일 창원지방법원 거창지원 1심에서 군의원 여행경비 제공이 기부행위로 인정돼(공직선거법 위반) 벌금 200만원을 선고받았으며, 2018년 2월 8일 지방선거 불출마를 선언했다. 2018년 4월 4일 부산고법 창원재판부에서 열린 항소심에서 1심과 같은 벌금 200만원이 선고되었으며 같은해 6월 15일, 대법원에서 1·2심과 같은 벌금 200만원이 확정되어 군수직을 상실하였다.

## 역대 선거 결과
|  | 50.98% |

|  | 45.55% |

|  | 30.47% |

|  | 50.59% |